# 54-й отдельный дивизион бронепоездов
54-й отдельный дивизион броневых поездов (54 однбп) — (воинская часть - отдельный дивизион бронепоездов) бронетанковых войск РККА в Великой Отечественной войне, сформированный в Москве.

## История
К началу Великой Отечественной войны в СССР имелся всего 47 боеготовых бронепоезда, но этого было недостаточно для противоборства противнику. Совет народных комиссаров распорядился строить новые бронепоезда, ВКП(б) призвала граждан собирать на это деньги.
В октябре 1941 года был организован сбор средств железнодорожниками в Ярославле.
Формирование дивизиона началось в декабре 1941 года в Москве. Первый бронепоезд строился в депо Москва-Бутырская по несколько изменённым чертежам бронепоезда «Коломенский рабочий». Было решено организовать целый дивизион, для чего было необходимо создать второй бронепоезд. К январю 1942 года ярославские железнодорожники собрали 1 миллион 220 тысяч рублей.
Второй поезд начали строить в Ярославле. В локомотивном депо Всполье был обшит бронёй «паровоз Оп-7593», а в вагонном участке начато строительство четырёх бронеплощадок.
К февралю 1942 года бронепоезда были готовы. Они поступили на вооружение 54-го отдельного дивизиона броневых поездов. В состав дивизиона вошли бепо № 1 (бронепаровоз Ов № 7593, построенный в депо станции Всполье, броня некалёная, 10+10 мм, будка машиниста 20+20 мм, командирская рубка 15+15 мм, бронеплощадки № 817, 818, 837, 838, изготовленные в депо Ярославль, броня некалёная, борта и башни 10+10+10 мм с 60-мм воздушным зазором, движение 10+10 мм, вооружение каждой 76-мм танковая пушка образца 1927/32 года (КТ-28) и 5 пулемётов ДТ) и бепо № 2 (бронепаровоз Ов № 5164, построенный в депо Москва-Пассажирская Ленинской железной дороги, броня некалёная 20 мм, движение и тендер 15 мм, будка машиниста, башня ПВО и командирская рубка 15+16 мм, вооружён пулемётом ДШК; бронеплощадки № 845 и 846, изготовленные в депо станции Голутвин, броня некалёная, борта 12+22 мм, движение 20 мм, башни снизу 22 мм, сверху 14+5+5+15 мм, вооружение каждой две 152-мм гаубицы образца 1909 года и 3 пулемёта ДТ). На основании приказа Ставки ВГК № 11743 от 4 декабря 1944 года дивизион подлежал расформированию, для чего его перебросили в Наро-Фоминск. 17 февраля 1945 года на базе дивизиона произошёл пожар, в результате чего сгорели все его документы: журнал боевых действий, оперативная переписка, приказы и т. п.
Дивизион расформирован в начале 1945 года.

## Состав
бронепоезд № 1
бронепоезд  № 2
Дивизионом командовали: командиры — майор П. И. Иванов (1942-1943 год) и майор Н. И. Бондарев (1943-1945 год),
начальник штаба — капитан П. И. Волковой.
Экипаж: старший техник — С. К. Плешаков, машинисты (все из депо Всполье) — Н. Н. Морозов, К. А. Носов, И. П. Миронов, В. П. Вахлеев, помощники машинистов — Г. Варенцов, А. Бельцев и П. И. Колобухов.

## Боевые действия
До апреля 1942 года дивизион находился в Московском военном округе, защищая столицу; располагался в депо Москва-Пассажирская и на станции Голутвин.
В мае 1942 года после доукомплектования (были получены две бронеплощадки ПВО завода «Стальмост» № 896 и 166, вооружённые двумя 25-мм зенитками и двумя пулемётами ДШК соответственно) дивизион убыл в распоряжение 48-й армии Брянского фронта. В её составе 54 однбп действовал до конца 1943 года, после чего его передали в Отдельную Приморскую армию 4-го Украинского фронта.
В мае 1942 года вошёл в состав 48-й армии Брянского фронта, располагался в городе Елец. Прикрывал тульское и воронежское направления, участвовал в ликвидации орловско-болховской группировки врага, 2-й полевой армии Вермахта. 09 мая 1942 года близ станции Хомутово на участке Верховье — Елец дивизион был атакован двадцатью самолётами Люфтваффе. В результате этого налёта несколько человек было ранено, погиб командир бронепоезда № 1 ст. лейтенант Горбачёв Алексей Радионович.
Дивизион, прикрывая пехоту, сыграл важную роль в освобождения Орла войсками Центрального фронта в начале августа 1943 года. Затем воевал на Южном и Северо-Кавказском фронтах, летом 1944 года освобождал Крым.